# (2196) Ellicott
(2196) Ellicott es un asteroide perteneciente al cinturón exterior de asteroides descubierto por el equipo del Indiana Asteroid Program desde el Observatorio Goethe Link de Brooklyn, Estados Unidos, el 29 de enero de 1965.

## Designación y nombre
Ellicott se designó inicialmente como 1965 BC.
Más tarde, en 1984, fue nombrado en honor del astrónomo estadounidense Andrew Ellicott Douglass (1867-1962).

## Características orbitales
Ellicott orbita a una distancia media del Sol de 3,436 ua, pudiendo acercarse hasta 3,253 ua y alejarse hasta 3,618 ua. Tiene una inclinación orbital de 10,31 grados y una excentricidad de 0,0531. Emplea 2326 días en completar una órbita alrededor del Sol.

## Características físicas
La magnitud absoluta de Ellicott es 10,25. Tiene un diámetro de 59,21 km y un periodo de rotación de 9,071 horas. Se estima su albedo en 0,04. Ellicott está asignado al tipo espectral CFXU de la clasificación Tholen.